# Wauzeka (Gemeinde)

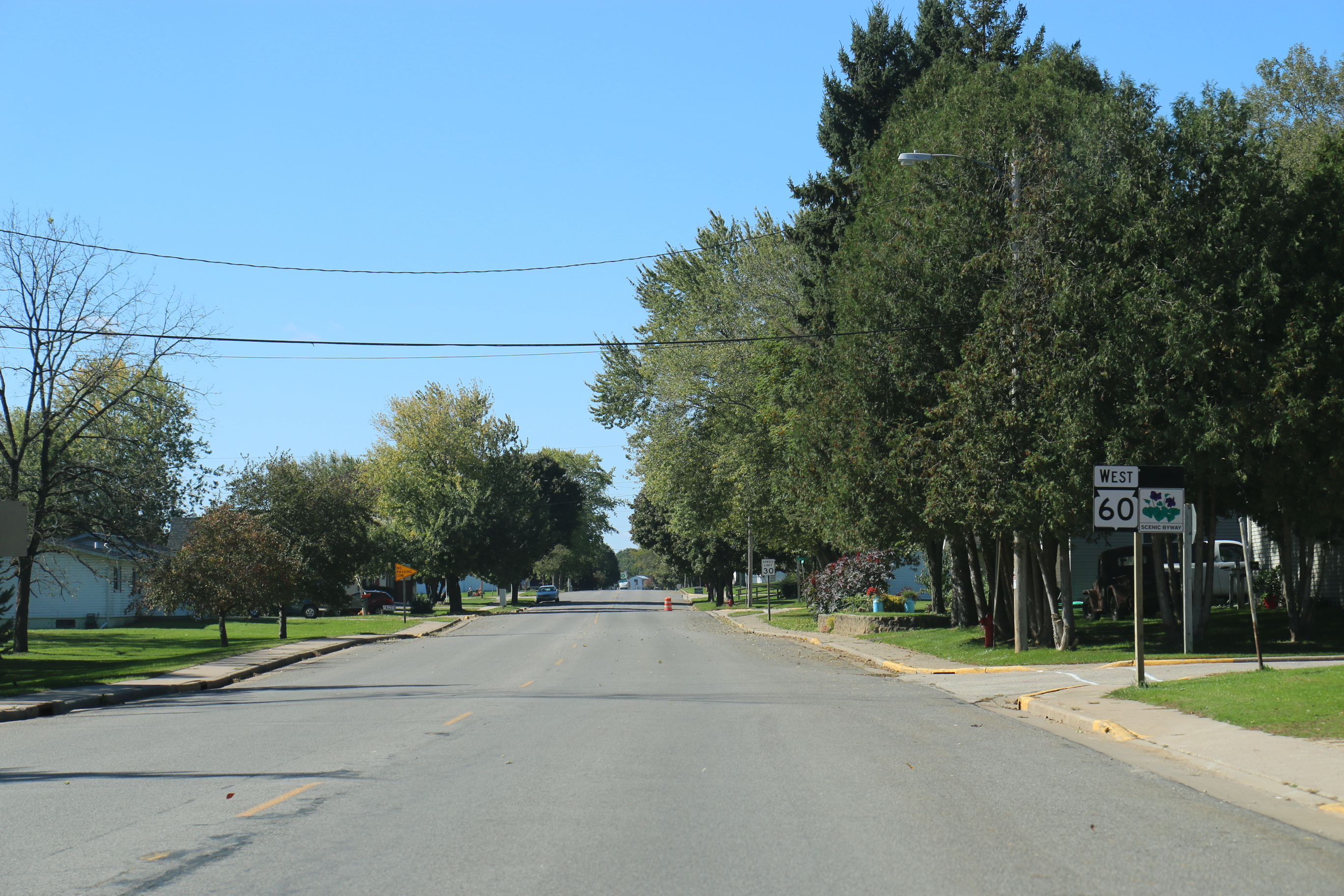
Waukeza (2016)

Wauzeka ist eine Gemeinde (mit dem Status „Village“) im Crawford County im US-amerikanischen Bundesstaat Wisconsin. Im Jahr 2010 hatte Wauzeka 711 Einwohner.

## Geografie
Wauzeka liegt im Südwesten Wisconsins, am Nordufer des Wisconsin River, der rund 25 km westlich bei Prairie du Chien in den die Grenze zu Iowa bildenden Mississippi mündet. Die Grenze zu Illinois liegt rund 100 km südlich. 
Die geografischen Koordinaten von Wauzeka sind 43°04′59″ nördlicher Breite und 90°55′52″ westlicher Länge. Das Gemeindegebiet erstreckt sich über eine Fläche von 12,54 km² und wird nahezu vollständig von der Town of Wauzeka umschlossen, ohne dieser anzugehören. Am gegenüberliegenden Ufer des Wisconsin River grenzt die Town of Woodman im südlich benachbarten Grant County an.
Nachbarorte sind von Wauzeka sind Steuben (14,4 km nördlich), Boscobel (19,1 km ostnordöstlich), Prairie du Chien (24,3 km westlich) und Eastman (19,5 km nordwestlich).
Die nächstgelegenen größeren Städte sind La Crosse (101 km nordnordwestlich), Wisconsins Hauptstadt Madison (136 km östlich), Rockford in Illinois (220 km südöstlich), die Quad Cities in Iowa und Illinois (216 km südlich) und Cedar Rapids in Iowa (185 km südsüdwestlich).

## Verkehr
Der entlang des Wisconsin River in West-Ost-Richtung verlaufende Wisconsin State Highway 60 führt als Hauptstraße durch Wauzeka. Alle weiteren Straßen sind untergeordnete Landstraßen, teils unbefestigte Fahrwege sowie innerörtliche Verbindungsstraßen.
Entlang des Wisconsin River verläuft für den Frachtverkehr eine Eisenbahnlinie der Wisconsin and Southern Railroad, die vom Mississippi nach Madison und von dort weiter nach Milwaukee führt.
Mit dem Boscobel Airport befindet sich 21,3 km ostnordöstlich ein kleiner Flugplatz. Die nächsten größeren Flughäfen sind der Dubuque Regional Airport in Dubuque, Iowa (115 km südlich) und der Dane County Regional Airport in Wisconsins Hauptstadt Madison (145 km östlich).

## Bevölkerung
Nach der Volkszählung im Jahr 2010 lebten in Wauzeka 711 Menschen in 273 Haushalten. Die Bevölkerungsdichte betrug 56,7 Einwohner pro Quadratkilometer. In den 273 Haushalten lebten statistisch je 2,6 Personen. 
Ethnisch betrachtet setzte sich die Bevölkerung zusammen aus 95,8 Prozent Weißen, 1,0 Prozent Afroamerikanern, 0,1 Prozent amerikanischen Ureinwohnern, 0,3 Prozent Asiaten sowie 1,1 Prozent aus anderen ethnischen Gruppen; 1,7 Prozent stammten von zwei oder mehr Ethnien ab. Unabhängig von der ethnischen Zugehörigkeit waren 1,8 Prozent der Bevölkerung spanischer oder lateinamerikanischer Abstammung. 
28,8 Prozent der Bevölkerung waren unter 18 Jahre alt, 61,6 Prozent waren zwischen 18 und 64 und 9,6 Prozent waren 65 Jahre oder älter. 50,2 Prozent der Bevölkerung war weiblich.
Das mittlere jährliche Einkommen eines Haushalts lag bei 41.765 USD. Das Pro-Kopf-Einkommen betrug 17.024 USD. 19,5 Prozent der Einwohner lebten unterhalb der Armutsgrenze.